# クンフー・トーア

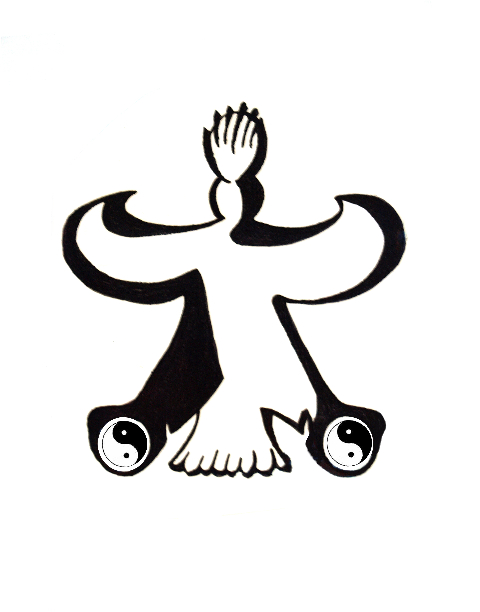
翼を広げた鷹はクンフー・トーアの最も一般的なシンボルの一つ

クンフー・トーア（ドイツ語: Kung Fu To'A; ペルシア語: کونگ‌ فو توآ, ラテン文字転写: Konḡ fū Toā）は、近代イランの格闘技の一つ。1960年代にパフラヴィー朝イランの軍人、エブラーヒーム・ミールザーイーが開発した（#歴史）。
クンフー・トーアは柔軟で素早い動きを重要視し、「優美さと力を併せ持つ鳥の帝王」、鷹をシンボルとする（#技術体系）。イランにおけるイスラーム革命以後は、ミールザーイーの弟子たちの亡命先であるドイツなどで普及活動が続けられた。日本でも東京に道場があり、『格闘技通信』に「イラニアン・カンフー」として「コン・キャフ・タバン」という名前で紹介された。クン・ケフォ・タヴァンともいう。

## 歴史
パフラヴィー朝イランにおける空軍士官であったエブラーヒーム・ミールザーイーは、モハンマド・レザー・シャーに資金面での支援を受けて、アジアに武者修行の旅に出た。エブラーヒームは太極拳、テコンドー、空手、南派少林拳、ヨガを修め、自身の工夫を加えて、25年かけて1960年代にクンフー・トーアを完成させた。クンフー・トーアは軍隊でも導入された。
1979年にイラン革命が起き、シャーが追放されると新政府にクンフー・トーアは禁止され、イブラヒム自身も命を狙われた。遂に当局に足を撃たれたイブラヒムはトルコやヨーロッパに逃げるが、行方不明となる。
その後、イブラヒムの教えを受けた弟子達は海外にクンフー･トーアを広めた。数年前にはイランで合法化され、再び人気が高まりつつあるという。

## 技術体系
クンフー・トーアでは7つの套路（型）を学ぶ。この7つという数はイスラム教の哲学の一種であるスーフィズムの「鳥の会議」という寓話に因んでいる。この寓話は鳥達が「シームルグ」という鳥の帝王に会う為に旅に出るという話であるが、その途中で7つの谷（困難）に直面する。つまり7つという数には「困難を乗り越えて悟りに至る」という哲学的な意味が込められている。カンフー・トーアでは、体を入口として悟りに近づき人生を充実させるのが拳法を行う一つの目的と考えられている。その為瞑想も重視されている。
型の種類は以下の7つである。
1. アナトア
2. アタド
3. ソト
4. サムサマエ
5. マヤナ
6. クアンナ、ヴェストマヤナ
7. ヴァイマパト

一つの型を修めたと師範に認められると道着の右胸にストライプが刻まれ、次の型に進む事が出来る。7つの型を学ぶと緑帯が与えられる。緑帯以後は、最終的な体系を完成させる前に革命が起きてしまった事からはっきりとは決まっておらず、型を修めた時点で黒帯を与える所もある。武器術もあり、釵と「ラケイマ」という刀を遣う。師範になると赤いベストが与えられる。